# Sarbia (województwo zachodniopomorskie)
Sarbia (niem. Zarben) – wieś w północno-zachodniej Polsce położona w województwie zachodniopomorskim, w powiecie kołobrzeskim, w gminie Kołobrzeg. Przez Sarbię przepływa rzeka Dębosznica.
Według danych z 2018 wieś miała 395 stałych mieszkańców. 
W miejscowości funkcjonuje m.in. remiza Ochotniczej Straży Pożarnej, świetlica wiejska, sklep spożywczo-przemysłowy. W Sarbi znajduje się również boisko piłkarskie z zapleczem służącym za przebieralnię oraz siłownię. W dawnych na boisku latach trenował klub sportowy "Piast Drzonowo". 
W latach 2014–2018 funkcję radnego sprawowała Magdalena Kusiakiewicz, która w latach 2015-2019 była również sołtysem Sarbi. Na kadencję 2018-2022 wybrano Annę Matejak. Na lata 2019-2023 sołtysem została Wiesława Bartwanowicz.
Przez miejscowość przebiega droga powiatowa nr 0253Z z Karcina do Nowogardku. Z Sarbi odchodzi także droga powiatowa nr 0254Z o długości 2,7 km do Samowa.

## Zabytki
- kościół parafialny pw. św. Jana Chrzciciela z XVI wieku, przebudowany w 1885 roku[8]. Posiada późnogotycką nawę, powiększoną w XIX w. o neogotyckie ramię transeptu i dwuczłonową wieżę, dolny człon kamienny jest szeroki, zbudowany na planie kwadratu, górny tworzy ośmioboczny, drewniany graniastosłup z hełmem wiciowym. Wyposażenie zabytkowe, w tym granitowa chrzcielnica z XIV w. oraz gotyckie rzeźby Matki Boskiej i św. Jana Chrzciciela z tzw. Grupy Ukrzyżowania z łuku tęczowego (II połowa XV w.)[9].
- kaplica i cmentarz rzymskokatolicki;
- młyn wodny z 1895 (obecnie nieczynny).